# Fire digte af Herman Wildenvey
Fire digte af Herman Wildenvey is een verzameling liederen van Eyvind Alnæs . Alnaes schreef opnieuw toonzettingen onder gedichten van Herman Wildenvey, nadat hij in zijn eervorige werk Fire sange til tekster af Nils Collett Vogt og Herman Wildenvey diens teksten ook al had gebruikt. De liederen werden uitgegeven door Edition Wilhelm Hansen.
De vier gedichten zijn:
1. Højtid
2. Ved syrintid
3. Tidlig sommermorgen
4. Eventyr til Ellen

Eventyr til Ellen was een van de lievelingsgedichten van de schrijver zelf; hij nam het diverse keren zelf op.